# Dorfkirche Königsberg (Heiligengrabe)

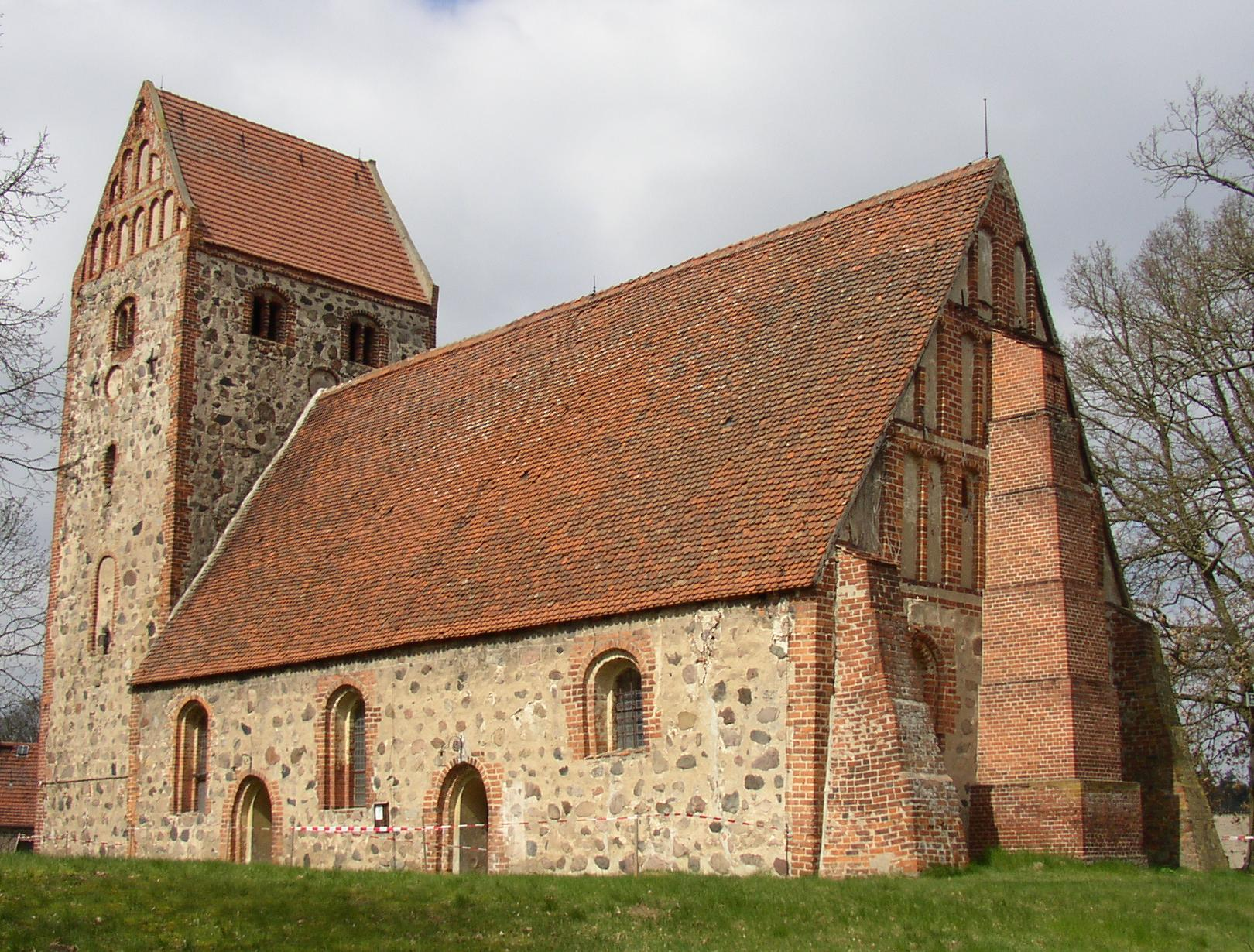
Dorfkirche Königsberg

Die evangelische, denkmalgeschützte Dorfkirche Königsberg steht in Königsberg, einem Ortsteil der Gemeinde Heiligengrabe im Landkreis Ostprignitz-Ruppin in Brandenburg. Die Kirche gehört zum Pfarrbereich Papenbruch im Kirchenkreis Wittstock-Ruppin der Evangelischen Kirche Berlin-Brandenburg-schlesische Oberlausitz.

## Geschichte und Beschreibung
Der massive, querrechteckige Kirchturm wurde 1480/82 der zu Beginn des 16. Jahrhunderts abgebrochenen Vorgängerkirche angefügt. Das Dachwerk des danach neu errichteten Langhauses konnte dendrochronologisch auf das Jahr 1514 datiert werden. Das oberste Geschoss des Kirchturms beherbergt hinter den als Biforien gestalteten Klangarkaden den Glockenstuhl. Die gestuften Gewände der Fenster und Portale wurden rundbogig in Backstein ausgeführt. Die wuchtigen Strebepfeiler erhielt die Ostwand des Langhauses erst im 18./19. Jahrhundert. Im Giebel befinden sich Blenden in drei Reihen. 
Im Innenraum wurden Emporen eingebaut. An der Nordseite wurde eine Patronatsloge errichtet. Zur Kirchenausstattung gehören ein dreigeschossiger Altar von 1631, eine hölzerne Kanzel von 1630 und ein barocker Taufengel. Unter dem Fußboden des Altars befinden sich zwei Grüfte. 
Die Orgel mit sieben Registern auf einem Manual und Pedal wurde 1844 von Friedrich Hermann Lütkemüller als Opus 1 gebaut.